# Playa de la Malvarrosa
La playa de la Malvarrosa es una playa de Valencia (España).

## Historia
Su nombre, así como el barrio situado junto a ella, data de 1848 y se debe a un jardinero, Félix Robillard, quien por aquel entonces ejercía el cargo de jardinero mayor del Botánico. Félix compró una gran extensión de terreno que por entonces era marjal con la idea de recuperarlo. Para ello, lo desecó y plantó varias especies vegetales, entre ellas el popular geranio malva Rosa. La playa, que en los tiempos antiguos era utilizada para desembarcar la pesca y el intercambio de comercio entre los diferentes poblados próximos a la capital, se fue convirtiendo en lugar de descanso de la burguesía valenciana. Entre sus ilustres veraneantes se encontraban Joaquín Sorolla y Vicente Blasco Ibáñez.

## Descripción
En la actualidad, esta amplia y abierta playa presenta un aspecto muy animado tanto en la propia playa, por la cantidad de servicios que ofrece como en el paseo marítimo que la delimita, cuya construcción comenzó en 1990, y que alberga restaurantes y cafeterías. Dispone de puestos de socorrismo y una zona adaptada para el baño de las personas de movilidad reducida.
Al norte y separada por un puente que las une, se encuentra la playa de la Patacona. De arena fina y con un amplio paseo marítimo, alberga también restaurantes, chiringuitos y cafeterías. Al sur se encuentra la playa del Cabañal.
Por su proximidad y espacio abierto se suelen realizar numerosas actividades.
Cada año acoge un festival aéreo, que se celebra frente al paseo, y en el que participan aviones de todas partes de España, internacionales y del ejército del aire. Se congregan multitud de aficionados y espectadores para ver las acrobacias aéreas de los campeones acrobáticos de España, la patrulla águila, los cazas del ejército del aire español, a los que se suman paracaidistas, aviones del aeroclub de Valencia y el CRJ-200 de Air Nostrum, así como aviones clásicos e históricos pertenecientes a la Fundación Aérea de la Comunitat Valenciana.
Cada año durante las fallas se hace allí una mascletá napolitana.